# Polycycnis silvana
Polycycnis silvana är en orkidéart som beskrevs av Fábio de Barros. Polycycnis silvana ingår i släktet Polycycnis och familjen orkidéer. Inga underarter finns listade i Catalogue of Life.